# LWF T-3
El LWF T-3 fue un biplano de transporte de ocho pasajeros estadounidense construido para el Servicio Aéreo del Ejército de los Estados Unidos por la Lowe, Willard & Fowler Engineering Company.

## Diseño y desarrollo
Designado T-3 por el Ejército, era un biplano convencional propulsado por un motor Liberty 12A de 298 kW (400 hp). Tenía una cabina abierta para el piloto y una cabina cerrada para ocho pasajeros. Solo un T-3 fue construido y entregado al Ejército en 1923, que fue más tarde designado XT-3 (matrícula AS23-1220) y usado como bancada de motores. Una orden por nueve T-3 más fue cancelada y no construida.

## Operadores
Estados Unidos
- Servicio Aéreo del Ejército de los Estados Unidos

## Especificaciones
Referencia datos: Aerofiles

### Características generales
- Tripulación: Uno (piloto)
- Capacidad: Ocho pasajeros
- Longitud: 12,8 m (42 ft)
- Envergadura: 15,9 m (52 ft)
- Planta motriz: 1× motor lineal V-12 refrigerado por agua Liberty 12-A.
  - Potencia: 298 kW (411 HP; 405 CV)

### Secuencias de designación
- Secuencia T-_ (Transporte del USAAS, 1919-1924): T-1 - T-2 - T-3